# Challenger de Tenerife 2023
El torneo Tenerife Challenger 2023 fue un torneo de tenis perteneció al ATP Challenger Tour 2023 en la categoría Challenger 100. Se trató de la 2ª edición; el torneo tuvo lugar en la ciudad de Tenerife (España), desde el 16 hasta el 22 de enero de 2023 sobre pista dura al aire libre.

## Jugadores participantes del cuadro de individuales
| Favorito | País                | Jugador              | Rank1 | Posición en el torneo |
| -------- | ------------------- | -------------------- | ----- | --------------------- |
| 1        | Bandera de Moldavia | Radu Albot           | 100   | Primera ronda         |
| 2        | Bandera de Italia   | Francesco Passaro    | 120   | Cuartos de final      |
| 3        | Bandera de Croacia  | Borna Gojo           | 124   | Primera ronda         |
| 4        | Bandera de Francia  | Manuel Guinard       | 151   | Primera ronda         |
| 5        | Bandera vacío       | Alexander Shevchenko | 158   | CAMPEÓN               |
| 6        | Bandera de Italia   | Luca Nardi           | 160   | Primera ronda         |
| 7        | Bandera de Italia   | Flavio Cobolli       | 164   | Segunda ronda         |
| 8        | Bandera de España   | Carlos Taberner      | 170   | Primera ronda         |

- 1 Se ha tomado en cuenta el ranking del 9 de enero de 2023.

### Otros participantes
Los siguientes jugadores recibieron una invitación (wild card), por lo tanto ingresan directamente al cuadro principal (WC):
- Matteo Gigante
- Alejandro Moro Cañas
- Nikolás Sánchez Izquierdo

Los siguientes jugadores ingresan al cuadro principal tras disputar el cuadro clasificatorio (Q):
- Ulises Blanch
- Lucas Gerch
- Lorenzo Giustino
- Ernests Gulbis
- Lukas Neumayer
- Máté Valkusz

## Campeones

### Individual Masculino
- Alexander Shevchenko derrotó en la final a  Sebastian Ofner, 7–5, 6–2

### Dobles Masculino
- Victor Vlad Cornea /  Sergio Martos Gornés derrotaron en la final a  Patrik Niklas-Salminen /  Bart Stevens, 6–3, 6–4